# 漢內斯·道比
漢內斯·道比（英語：Hannes Daube，2000年1月5日—），美國男子水球運動員。他代表美國參加2020年夏季奧林匹克運動會和2024年夏季奧林匹克運動會。
道比出生於美國，母親是德國人，父親是紐西蘭人。在南加州大學參加大學水球。

## 外部連結
- USC Trojans bio （页面存档备份，存于）